# Tetratheca chapmanii
Tetratheca chapmanii är en tvåhjärtbladig växtart som beskrevs av J.J. Alford. Tetratheca chapmanii ingår i släktet Tetratheca och familjen Elaeocarpaceae. Inga underarter finns listade i Catalogue of Life.